# Comet (DC Comics)
Comet è un personaggio dei fumetti pubblicati dalla DC Comics, creato da Grant Morrison.
Durante la saga One Million, Grant Morrison, quasi a fare ammenda per i problemi che ebbe la Fawcett con la creazione di Capitan Marvel, propose l'intera Marvel Family al gran completo, super-animali inclusi. Tra questi spicca un super-cavallo con la classica mantellina rossa al collo che sembra riprendere ed omaggiare Comet (prima apparizione su Adventure Comics n. 293 del febbraio 1962), uno dei più drammatici super-animali mai creato.

## Storia
Biron, centauro che viveva secoli fa sull'isola di Aeaea, intervenne un giorno in favore di Circe, regnante dell'isola, contro un mago suo avversario. Circe, in segno di riconoscenza, decise allora di preparare una pozione che lo rendesse definitivamente umano, ignara però delle macchinazioni del suo avversario, che deciso a vendicarsi, altera la pozione di Circe di modo che Biron invece di tramutarsi in un umano, si tramuti in un cavallo.
Non potendo invertire il processo, Circe prova a riparare almeno in parte, donandogli dei poteri divini, compresa l'immortalità. Secoli dopo Biron incontra Supergirl, che lo adotta nella sua scuderia di super-animali, e lo porta spesso in missione con sé. In una di queste missioni guadagna il nome Comet.
I due amici, infatti, raggiungono il pianeta Zerox, dove il principe Endor utilizza le sue arti magiche per donargli un'identità umana, ma solo quando una cometa attraversa il sistema solare. Comet, quindi, diventa Bill Starr, cavaliere di rodeo, di cui Supergirl si innamora.
Si chiude così un ambiguo triangolo che vede Biron innamorato di Circe come centauro, quindi di Supergirl, come cavallo, e infine oggetto del desiderio della supereroina quando umano. Forse anche per questi ammiccamenti latenti, il personaggio, membro attivo della Legione dei Superanimali, non è più stato riproposto, se si eccettuano alcune brevi apparizioni in Il ritorno del Cavaliere Oscuro, dove Clark Kent, discutendo con Bruce Wayne accarezza un cavallo dal manto bianco, o in Kingdom Come, quando nella ricostruzione della fattoria paterna nella Fortezza della solitudine, compare, insieme ad un cane che potrebbe essere Krypto e ad una scimmia che potrebbe essere Beppo, un altro cavallo dal manto bianco.